# Морфологический анализ (изобретательство)

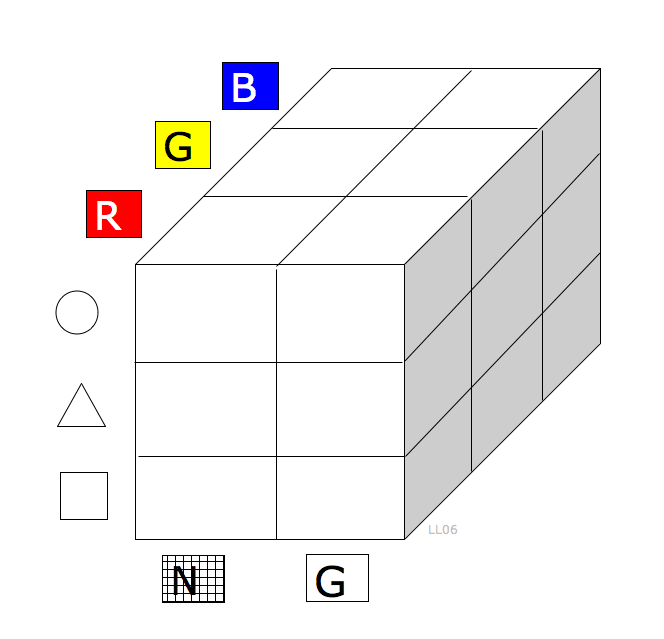
Куб Цвикки позволяет представить различные комбинации возможных реализаций параметров объекта, например цвета, формы и текстуры.

Морфологический анализ (метод морфологического анализа) — метод решения задач, основанный на подборе возможных решений для отдельных частей задачи (так называемых морфологических признаков, характеризующих устройство) и последующем систематизированном получении их сочетаний (комбинировании). Относится к эвристическим методам.
Метод разработан швейцарским астрономом Фрицем Цвикки. Благодаря этому методу он смог за короткое время получить значительное количество оригинальных технических решений в астрофизике.

## Содержание метода
Для проведения морфологического анализа необходима точная формулировка проблемы для рассматриваемой системы. В итоге даётся ответ на более общий вопрос посредством поиска всевозможных вариантов частных решений, независимо от того, что в исходной задаче речь шла только об одной конкретной системе.
Основные этапы применения метода.
1. Выясняется цель задачи — поиск вариантов функциональных схем, либо принципов действия, либо структурных схем, либо конструктивных разновидностей разрабатываемой системы. Возможно исследование одновременно по нескольким признакам.
2. Выделяют узловые точки (оси, отдельные части задачи), которые характеризуют разрабатываемую систему с позиции ранее сформулированной цели. Это могут быть частные функции подсистем, принципы их работы, их форма, расположение, характеристики и свойства (состояние вещества и энергии, вид совершаемого движения, физические, химические, биологические, психологические, потребительские свойства и т. д.). Удобно предварительно (допустим, из анализа аналогичной системы) построить соответствующую блок-схему (функционирования, принципа действия, структурную схему), элементы которой и образуют узлы.
Количество узлов обычно выбирается из условия обозримости и реальности анализа получаемых впоследствии вариантов: при ручной обработке — 4…7 узлов, при работе на компьютере — в пределах физической возможности вычислительной техники и отведенного на решение задачи времени. Удобно задачу решать в ряд этапов: сначала по ограниченному числу наиболее важных узловых точек, а затем — для дополнительных, второстепенных или выявленных в ходе анализа и представляющих интерес новых узлов.
3. Для каждой узловой точки предлагаются варианты решений: либо исходя из личного опыта (зависит от эрудиции), либо беря их из справочников и банков (баз) данных (то есть на каждую ось нанизываются возможные решения, по аналогии со счетами).
Варианты должны охватывать всю область возможных решений для данной узловой точки. Но чтобы задача была обозримой, рекомендуется сначала выделять укрупненно-обобщенные группы вариантов, которые при необходимости впоследствии конкретизируются. Варианты могут быть не только реальные, но и фантастические.
4. Проводят полный перебор всех вариантов решений (каждый раз берут по одному варианту для каждой оси) с проверкой комбинаций на соответствие условиям задачи, на несовместимость отдельных вариантов в предлагаемой их общей группе, на реализуемость и иные условия.
При необходимости для выбранных решений можно повторить морфологический анализ, конкретизируя узлы (оси) и варианты. Морфологический анализ удобнее и нагляднее проводить с применением морфологических таблиц (ящиков).
Формальное комбинирование вариантов создает впечатление автоматизма в применении метода. Однако его эвристическая природа весьма существенна и зависит от следующих субъективных факторов:
- интуитивное выделение узлов и их признаков, состава вариантов. Отсутствие уверенности, что учтены все (и особенно, перспективные) узлы и варианты;
- конкретное решение является следствием анализа просматриваемых комбинаций, возникновения продуктивных ассоциаций и образов.

## Пример
Например, необходимо предложить новую эффективную конструкцию устройства для транспортирования по снегу — снегохода.
Точное определение класса изучаемых систем (устройств) позволяет раскрыть основные характеристики или параметры, облегчающие поиск новых решений. Применительно к снегоходу как транспортному средству морфологическими признаками могут быть функциональные узлы снегохода: А — двигатель, Б — движитель, В — опора кабины, Г — управление, Д — обеспечение заднего хода и т. п.
Каждая характеристика (параметр) обладает определённым числом различных независимых свойств. Так, двигатели: А1 — внутреннего сгорания, А2 — газовая турбина, А3 — электродвигатель, А4 — реактивный двигатель т.д.;

движители: Б1 — воздушный винт, Б2 — гусеницы, Б3 — лыжи, Б4 — снегомёт, Б5 — шнеки и т. д.;

опора кабины: В1 — опора кабины на снег, В2 — на двигатель, В3 — на движитель и т. д.;
По заданной проблеме в матричном выражении (морфологическом ящике) фиксируются наиболее существенные параметры.

Например, для снегохода матрица будет иметь вид:
(А1 А2 А3 А4)
(Б1 Б2 Б3 Б4 Б5)
(В1 В2 В3)
Возможные сочетания: А1, Б3, В2, или А1, Б2, В3, или А2, Б1, В2 и т. д. Общее количество сочетаний в морфологическом ящике равно произведению чисел элементов на осях. В нашем примере: 4*5*3 = 60.
Матрица — символическая форма описания решений. Она дает представление о всех возможных конструктивных схемах снегохода путём фиксирования в каждой строке матрицы одного из элементов. Набор этих элементов будет представлять возможный вариант исходной задачи. Рассматривая разные сочетания этих элементов, можно получить большое сочетание всевозможных вариантов решений, в том числе и самых неожиданных. Так, морфологическая матрица для реактивных двигателей, работающих на химическом топливе, построенная Ф. Цвикки, содержала 576 возможных вариантов решений.
Ответственный этап метода — оценка вариантов решений, вытекающих из структуры морфологической матрицы. Сравнивают варианты по одному или нескольким наиболее важным для данной технической системы показателям.

### Морфологический ящик
|   | характеристика           | свойства             | свойства        | свойства         | свойства             | свойства | свойства |
|   |                          | 1                    | 2               | 3                | 4                    | 5        | …        |
| А | двигатель                | внутреннего сгорания | газовая турбина | электродвигатель | реактивный двигатель | 5        | …        |
| Б | движитель                | воздушный винт       | гусеницы        | лыжи             | снегомёт             | шнеки    | …        |
| В | опора кабины             | на снег              | на двигатель    | на движитель     | 4                    | 5        | …        |
| Г | управление               | 1                    | 2               | 3                | 4                    | 5        | …        |
| Д | обеспечение заднего хода | 1                    | 2               | 3                | 4                    | 5        | …        |